# OGA
OGA (англ. Orchid Graphics Adapter) — графический адаптер для IBM PC-совместимых компьютеров, выпущенный в 1982 году компанией Orchid Technology.
Был предназначен для обеспечения монохромных графических возможностей высокого разрешения для мониторов, использующих текстовый режим. Был нацелен на бизнес-рынок и являлся одним из трёх подобных адаптеров для ПК (другими являются Plantronics Colorplus и Hercules Graphics Card). Предлагал монохромное разрешение 720х350 пикселей и требовал наличия действующей видео-платы MDA. Работа обеспечивалась поддержкой GSX-86.